# 천안예정
천안예정(天安禮定)은 서하 혜종(西夏 惠宗) 이병상(李秉常)의 치세에 쓰던 연호이다.

## 연대 대조표
| 천안예정   | 원년            |
| 서기(西紀) | 1086년          |
| 간지(干支) | 병인(丙寅)      |
| 북송(北宋) | 원우(元祐) 원년 |

## 동시대 연호
| 이전 연호 대안(大安) | 중국의 연호 서하(西夏) | 다음 연호 천의치평(天儀治平) |